# Paepalanthus nanus
Paepalanthus nanus är en gräsväxtart som beskrevs av Silveira. Paepalanthus nanus ingår i släktet Paepalanthus och familjen Eriocaulaceae. Inga underarter finns listade i Catalogue of Life.